# Opisthopterus macrops
Opisthopterus macrops är en fiskart som först beskrevs av Günther, 1867.  Opisthopterus macrops ingår i släktet Opisthopterus och familjen sillfiskar. IUCN kategoriserar arten globalt som livskraftig. Inga underarter finns listade i Catalogue of Life.